# Mandy Bujold
Mandy Marie Brigitte Bujold (Cobourg, 25 luglio 1987) è una pugile canadese.

## Palmarès

### Giochi del Commonwealth
- 1 medaglia:
  - 1 bronzo (Glasgow 2014 nei pesi mosca)

### Giochi panamericani
- 2 medaglie:
  - 2 ori (Guadalajara 2011 nei pesi mosca; Toronto 2015 nei pesi mosca)